# Driestappentoets (Berner Conventie)
De Berner driestappentest is een clausule die is opgenomen in verschillende internationale verdragen over intellectueel eigendom. De ondertekenaars van deze verdragen stemmen ermee dat zij beperkingen en uitzonderingen op exclusieve rechten onder hun respectieve nationale auteursrechtwetten standaardiseren.

## Berner Conventie
De driestappentoets werd voor het eerst vastgesteld met betrekking tot het exclusieve reproductierecht op grond van artikel 9, lid 2, van de Berner Conventie voor de bescherming van werken van letterkunde en kunst in 1967. Artikel 9 lid 2 van de Berner Conventie stelt dat:

"Het is aan de wetgeving van de landen van de Unie voorbehouden in bijzondere gevallen het verveelvoudigen van genoemde werken toe te staan, mits die verveelvoudiging geen afbreuk doet aan de normale exploitatie van het werk en de wettige belangen van de auteur niet op ongerechtvaardigde wijze schaadt."
De test is niet concreet, maar beschreven in de formulering van Hugenholtz en Okediji  zijn de drie stappen:
1. Beperkingen en uitzonderingen mogen niet "te breed" zijn ("in bepaalde bijzondere gevallen"),
2. Beperkingen en uitzonderingen mogen geen afbreuk doen aan de normale exploitatie van het werk, en
3. Beperkingen en uitzonderingen mogen de wettige belangen van de auteur niet op ongerechtvaardigde wijze schaden.

De driestappentoets is niet van toepassing op uitzonderingen op het auteursrecht die zijn geïmplementeerd onder andere delen van de Berner Conventie die een afzonderlijke norm hebben, zoals die in artikel 2 (4), 2 (7), 2(8), 2 bis, 10, 10 bis en 13(1), of de Berner bijlage.

### Andere auteursrechtverdragen
Sindsdien is de driestappentoets gewijzigd en overgenomen in de Overeenkomst inzake de handelsaspecten van intellectuele eigendom (TRIPS), het WIPO-auteursrechtverdrag (artikel 10), het WIPO-verdrag inzake uitvoeringen en fonogrammen (artikel 16, lid 2), de EU -richtlijn computerprogramma's (artikel 6, lid 3), de EU-databankrichtlijn (artikel 6, lid 3) en de EU-richtlijn inzake auteursrechten (artikel 5, lid 5).